# Xã New Independence, Quận St. Louis, Minnesota
Xã New Independence (tiếng Anh: New Independence Township) là một xã thuộc quận St. Louis, tiểu bang Minnesota, Hoa Kỳ. Năm 2010, dân số của xã này là 299 người.